# Einblendung (Filmtechnik)
Eine Einblendung im Bild bzw. Videobereich bezeichnet die Überlagerung von Teilen des Bilds mit einer anderen Bildinformation. Eine zweite Bedeutung hat der Begriff durch seine Anwendung auf Sende-Unterbrechungen bzw. Einschübe in Bild- und Filmwerke.

## Möglichkeiten
Die Möglichkeiten sind vielfältig und sowohl mit einer Zweck- wie auch mit einer Gestaltungskomponente verbunden. Als Mittel zur Erzeugung dient neben analogen Methoden (z. B. Bluescreen-Technik) auch vielfach die digitale Technik (z. B. ein sogenannter Schriftgenerator oder jedes andere Video- bzw. grafikfähige Computersystem). Historisch wurde unter anderem der Commodore Amiga ergänzt z. B. durch eine Genlock-Kopplung häufig für solche Anwendungen im TV bemüht. Auch im Theater in der modernen Bühnentechnik werden bei Bühnenbildern Einblendungen durch das Spiel mit dem Scheinwerferlicht und mit Hilfe von Drehbühnen genutzt.

### Formen
Formen der Einblendung bzw. Überblendung:
- Bauchbinde (Fernsehen)
- Kriechtitel
- Textinsert
- Grafikinsert
- Sprechblasen und Denkblasen in Filmen und Computerspielen
- Vorspann, Abspann

## Trivia
- Bei den Olympischen Sommerspielen 1992 in der Disziplin Schießen war es durch die Einblendung der Monitoranzeigen der Schützen im Fernsehen erstmals möglich, die Sportart für das Publikum transparenter zu machen.
- Bei der Präsentation des Buchs Meere in einer ARD-Kultursendung im Oktober 2003 wurde, während der Autor in seinem Werk las, der Ton ausgeblendet und zugleich ein Text eingeblendet, der auf das damals gerichtlich angeordnete Leseverbot wegen eines laufenden Verfahrens zum Schutz von Persönlichkeitsrechten hinwies.
- Der Film Slumdog Millionär nutzt auf seinem Filmcover sowie im Film selbst Einblendungen, da der Hauptakteur des Films im Verlauf der Handlung auch mehrfach in einem Fernsehstudio auftritt, indem er als Kandidat an einer Show im Stil von Who Wants to Be a Millionaire? teilnimmt.